# Guy Laroche

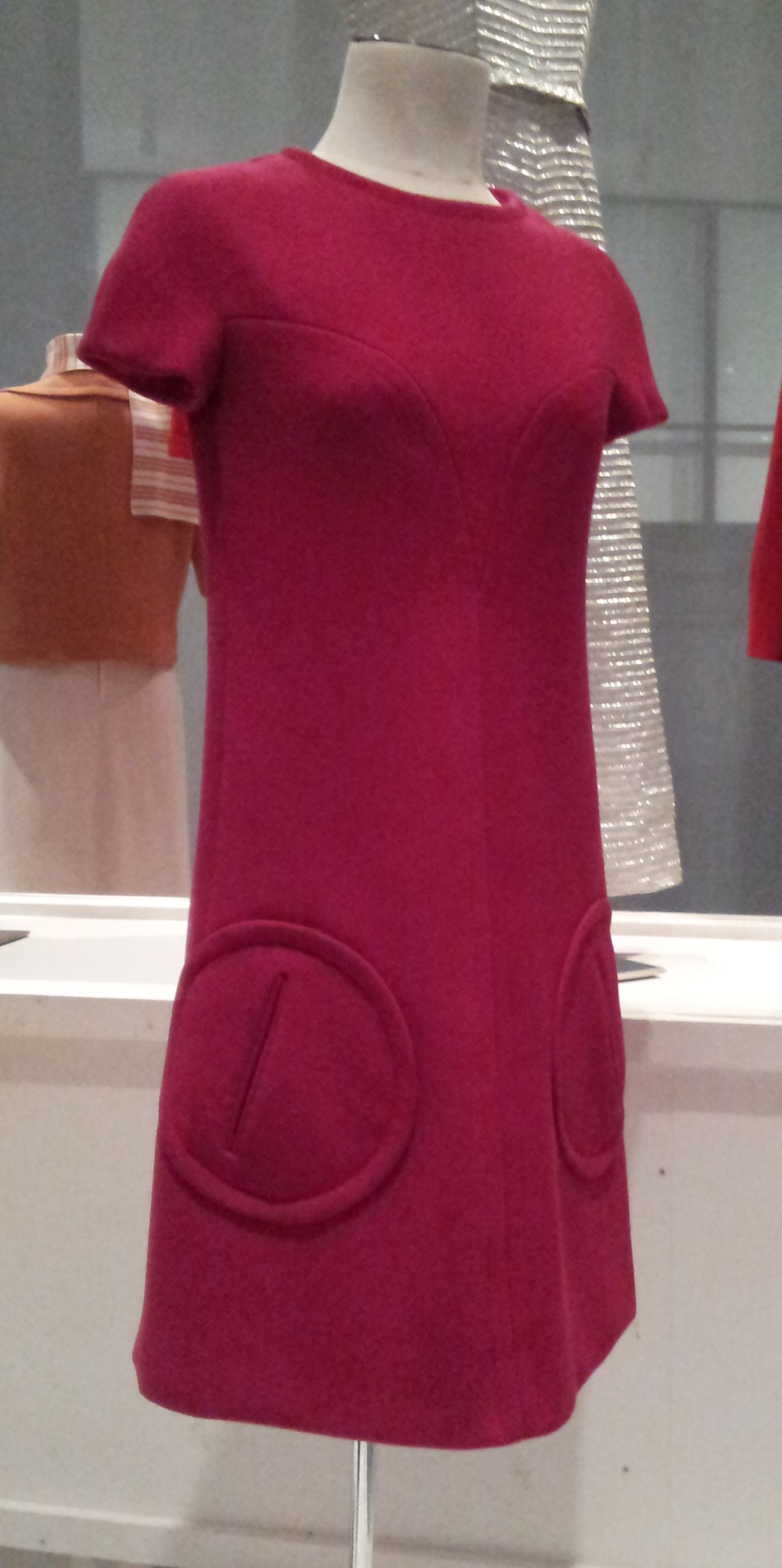
Minikleid aus veilchenrosa Wolle von Guy Laroche, 1968

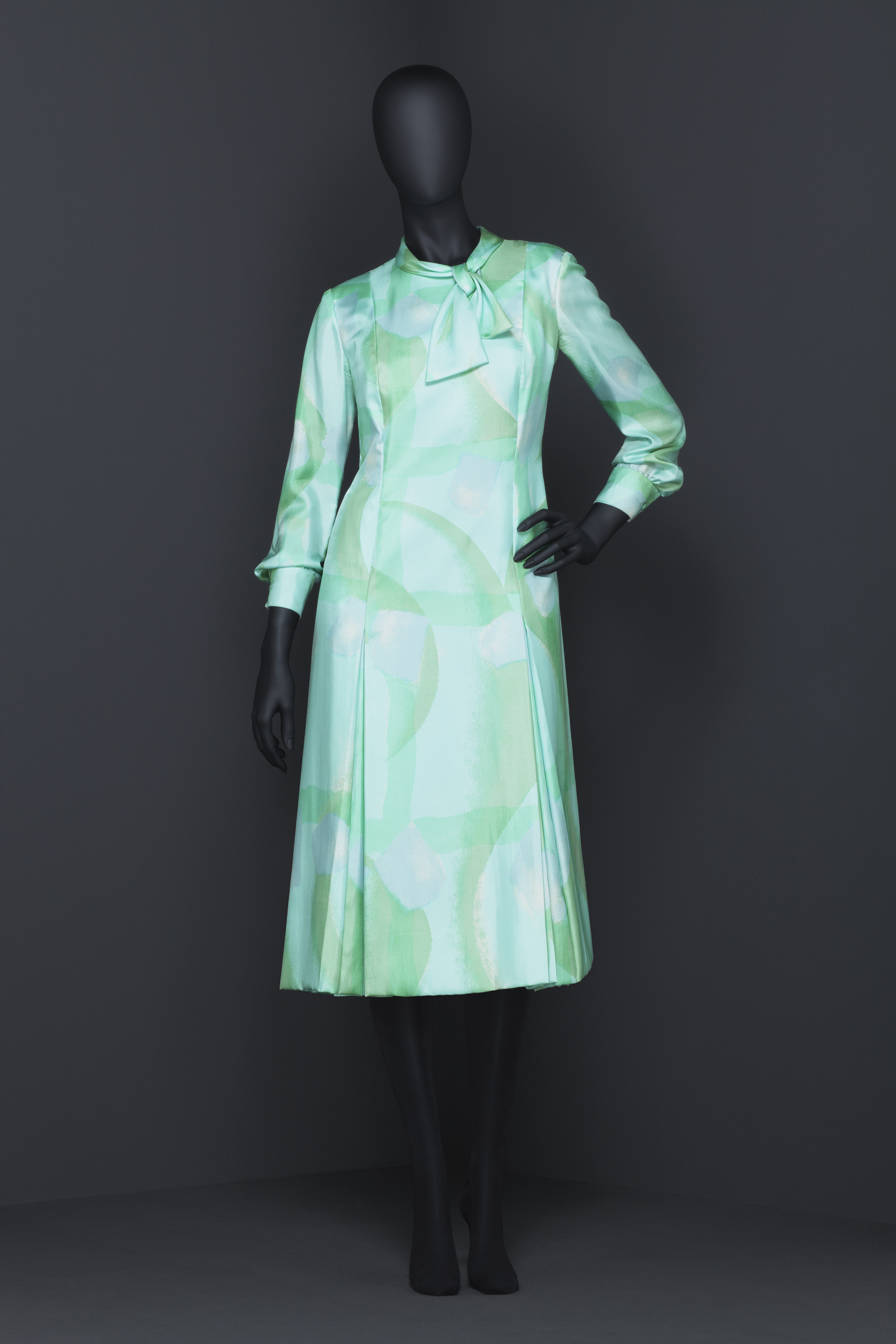
Modell von Guy Laroche (ca. 1970)

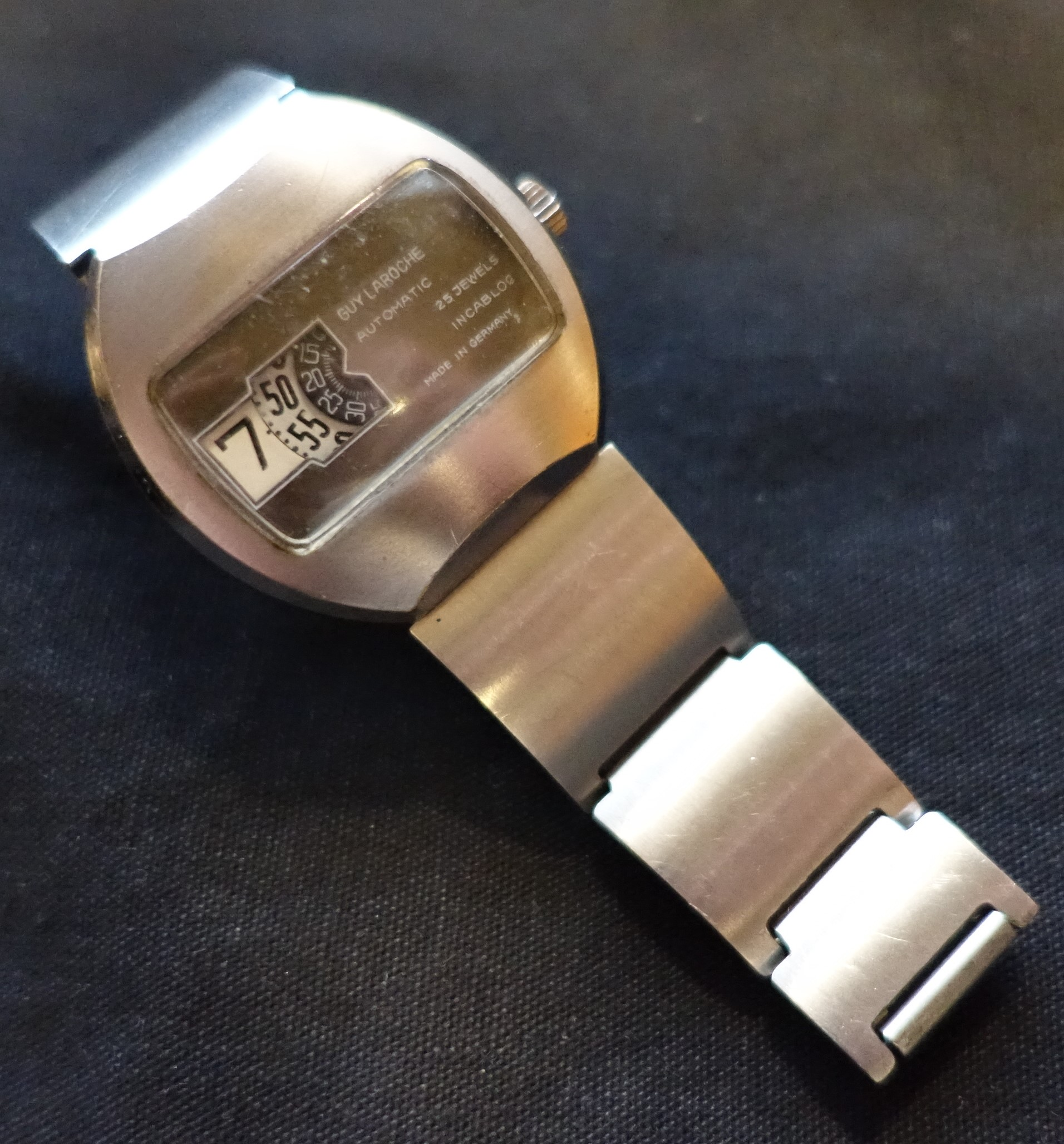
Eine rare Scheiben-Automatikuhr von Guy Laroche

Unternehmenslogo der Guy Laroche SAS (2013)

Guy Laroche [ɡi laʁɔʃ], (* 16. Juli 1921 in La Rochelle; † 17. Februar 1989 in Paris), war ein international bekannter, französischer Couturier.
Das von Laroche 1957 gegründete Modeunternehmen, welches vor allem in den 1960er und 1970er Jahren hohes Renommee genoss und bis in die 1980er Jahre wirtschaftlich sehr erfolgreich war, besteht mit der in Paris ansässigen Guy Laroche SAS bis heute und gehört seit 2004 einem chinesischen Textilhandelskonzern. Unter dem Namen Guy Laroche werden Bekleidung und Accessoires für Damen und Herren sowie zahlreiche Lizenz-Produkte wie Brillen, Parfüm, Porzellan, Schreibgeräte etc. im gehobenen Preissegment angeboten.

## Leben
Laroche wurde 1921 als Sohn eines Hotelbesitzers in La Rochelle geboren. 1949 zog er nach Paris, absolvierte eine Ausbildung zum Hutmacher und arbeitete für das Pariser Modeunternehmen Jean Dessès als Assistent. Zurückgekehrt von einem mehrjährigen USA-Aufenthalt eröffnete Laroche 1957 sein eigenes Modehaus für Haute Couture in Paris. Mit eleganten, tragbaren Entwürfen und praktischen Kombinationen, die von hoher Schneiderkunst zeugten und schlicht-luxuriösen Pariser Chic repräsentierten, machte sich Guy Laroche im gehobenen Preissegment rasch einen Namen. Valentino Garavani, der zunächst auch für Jean Dessès tätig gewesen war, arbeitete Ende der 1950er Jahre ebenso wie der Tunesier und spätere Stardesigner Azzedine Alaïa als Designer für Guy Laroche. Bereits Ende der 1950er Jahre bezeichnete die Presse Laroche neben Pierre Cardin und Yves Saint Laurent als Mitglied „des Triumvirats der Haute Couture-Avantgarde“. In den 1980er Jahren waren Jacques Chirac und seine Frau Bernadette prominente Kunden von Guy Laroche. 1987 wurde Laroche in die französische Ehrenlegion aufgenommen.

## Prêt-à-porter
1961 wurde Prêt-à-porter-Mode für Damen von Guy Laroche lanciert und eine Boutique auf der edlen Pariser Modemeile Avenue Montaigne eröffnet. Zu den prominenten Kundinnen zählte unter anderem Françoise Sagan. Für den amerikanischen Markt wurde eine lizenzierte Sportswear-Kollektion aufgelegt, die zunächst bei Bergdorf Goodman angeboten und nach einigen Jahren eingestellt wurde. 1962 arbeitet der japanische Modedesigner Issey Miyake für Guy Laroche. Die Konfektions-Herrenmode folgte 1966. Ab Mitte der 1970er Jahre erfolgte durch Eröffnungen von Laroche-Boutiquen in internationalen Metropolen die weltweite Expansion. 1974 kam die Zweitlinie Guy Laroche Diffusion für Damen zum Laroche-Portfolio hinzu. 1976 wurde die französische Modemarke Gaston Jaunet von Guy Laroche aufgekauft. Anfang der 1980er gab es weltweit ca. 35 Guy Laroche Boutiquen, von denen die Mehrheit als Franchise geführt wurde. 1982 wurde die Guy Laroche North America Niederlassung in New York gegründet, die für den nordamerikanischen Markt eigene Lizenzverträge aushandelte. In dieser Zeit betrug der Jahresumsatz der Laroche-Gruppe umgerechnet um die 40 Millionen Euro. Hinzu kamen Einnahmen aus Lizenzprodukten in Höhe von 80 Millionen Euro. 

## Besitzverhältnisse
Das Unternehmen Guy Laroche gehörte je zu einem Viertel Laroche selbst und Pierre Lafont, dem Geschäftsführer des Unternehmens. Ende der 1960er Jahre hatte sich Bernard Cornfeld an Guy Laroche beteiligt. 1971 übernahm der Eigentümer des französischen Feuerzeug-Herstellers BIC Group, Baron Marcel Bich, für umgerechnet 5 Millionen US-Dollar die übrigen 50 % an dem Unternehmen Guy Laroche. 1979 verkaufte Baron Biche seine Guy Laroche Beteiligung an das eigene Unternehmen, wodurch Guy Laroche in die BIC Group eingegliedert wurde. 

## Parfüm
Die Parfüm-Lizenz verkaufte Laroche 1962 an den Kosmetikhersteller L’Oréal und nutzte die Einnahmen für den Ausbau der Modekollektionen und den Erwerb einer Textilfabrik. 1966 wurde das erste Parfüm des Hauses, Fidji, für Damen auf den Markt gebracht. Seither sind weitere Parfüms von Guy Laroche erschienen, darunter Drakkar (1972; eingestellt), Drakkar Noir (1982) und Horizon (1993; eingestellt) für Herren. Besonders im Nahen Osten erfreuten sich Produkte mit dem Namen Guy Laroche ab den 1960er Jahren großer Beliebtheit. Anfang der 1980er erwirtschaftete die separate Parfüm-Sparte um die 40 Millionen Euro.

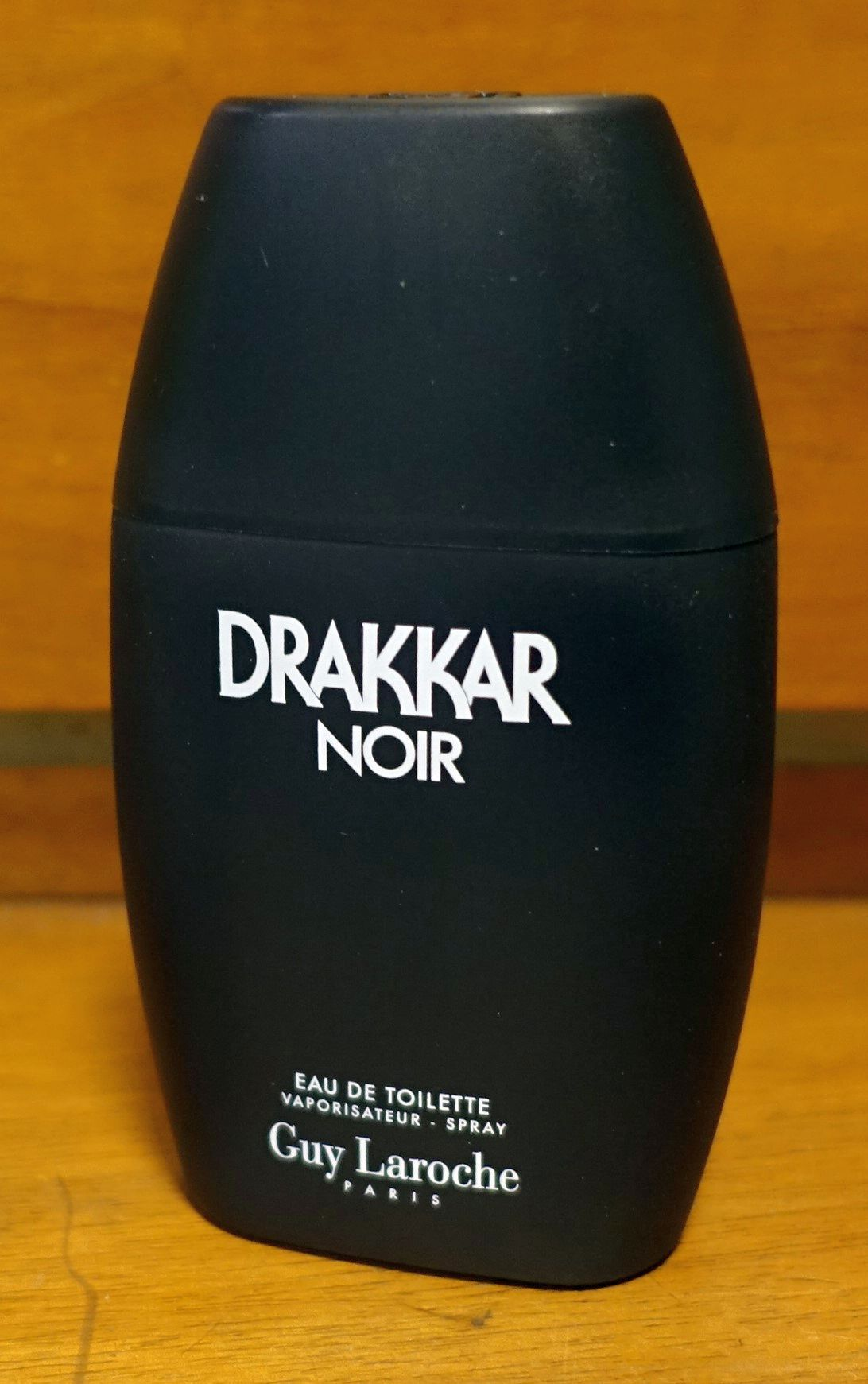
Parfüm Drakkar Noir

## Nachfolge
Mit dem Tod des Gründers und spätestens ab Anfang der 1990er Jahre geriet das Haus Laroche in eine Krise. Von 1990 bis 1995 sank der Umsatz bei Guy Laroche um mehr als 40 %. 1995 wurden Verluste in Höhe von umgerechnet über 16 Millionen Euro gemeldet. Die Gaston Jaunet Sparte wurde 1996 liquidiert. Der direkte Nachfolger als Designer von Laroche war von 1989 an Angelo Tarlazzi; auf ihn folgte 1994 Michel Klein. 1995 wurde die Haute Couture Sparte von Guy Laroche eingestellt. Erst mit der Ernennung von Alber Elbaz als Chefdesigner im Jahr 1996 erhielt das Haus Guy Laroche für kurze Zeit seinen alten Glanz zurück. Ronald van der Kemp konnte als Nachfolger von Elbaz ab 1999 allerdings dessen Erfolg nicht aufrechterhalten und wurde nach nur einer Saison durch ein Design-Team ersetzt. In den 1990er Jahren existierten eine preiswertere Lizenz-Zweitlinie für Herren namens Guy de Guy Laroche (in Thailand als Lizenzmarke bis heute) und eine Denim-Linie namens Guy Laroche Jeans. Eine Zweitlinie mit dem Namen Look wurde 1993 aufgegeben. Bereits ab Anfang der 1990er hatte die BIC Group verlauten lassen, dass sie das Unternehmen Guy Laroche verkaufen wolle. Mitte der 1990er Jahre gab es weltweit ca. 170 Guy Laroche-Boutiquen und Verkaufsflächen, davon 20 in Europa und drei in Deutschland (bis auf den Stammsitz in Paris inzwischen alle geschlossen). 1998 ging Guy Laroche nach Yves Saint Laurent, Jean-Paul Gaultier und Karl Lagerfeld mit dem Versandhaus La Redoute eine Kollektionskooperation im niedrigen Preissegment ein.
Bis in die 1990er Jahre produzierte Guy Laroche in Lizenz auch für Modeunternehmen wie Lolita Lempicka, Thierry Mugler, Christian Linares oder Jean-Louis Scherrer.
2000 wurde Mei Xeao Zhou, zuvor für Thierry Mugler tätig, für das Design der Damenmode verpflichtet. Der Jahresumsatz betrug damals lediglich 11 Millionen Euro, bei einem negativen Betriebsergebnis von 3,5 Millionen Euro. Im Jahr zuvor waren umgerechnet über 6 Millionen Euro Verlust gemeldet worden. Ende 2001 wurde das Haus Guy Laroche an Rech International, Eigner der französischen Modemarke Georges Rech und seit 2000 selbst im Besitz der Genfer Léman Capital, verkauft. 2002 wurde Laetitia Hecht Chefdesignerin bei Guy Laroche. 2004 wurde die Guy Laroche SAS von Rech International für ca. 14 Millionen Euro an den chinesischen Textilhandelskonzern YGM Trading Ltd. verkauft, der damals in Asien Lizenznehmer der Marke Georges Rech war und zu dem seit 2012 auch die britische Modemarke Aquascutum gehört. YGM installierte 2004 den bekannten französischen Modedesigner Hervé L Leroux (Hervé Leger), der nach zwei Jahren allerdings mit Damian Lee ersetzt wurde.
2005 stattete das Unternehmen Guy Laroche die Schauspielerin Hilary Swank werbewirksam mit einer Abendrobe bei der Oscar-Verleihung aus und erzielte damit internationale Aufmerksamkeit. 2006 wurde in New York City eine Laroche-Boutique in allerdings wenig ansprechender Nachbarschaft eröffnet und nach wenigen Jahren geschlossen. Ende der 2000er Jahre hatte das Unternehmen um die 80 Lizenzen vergeben, unter anderem für Porzellan, Brillen, Accessoires und Parfüm. Der Jahresumsatz, bestehend hauptsächlich aus dem Lizenzgeschäft, belief sich Ende der 2000er Jahre auf um die 300 Millionen Euro, wovon die Hälfte im asiatischen Raum (vornehmlich China und Japan) erzielt wurde.

### Die Marke Guy Laroche heute
2007 wurde der Franko-Schwede Marcel Marongiu Chefdesigner bei Guy Laroche. CEO ist seit Januar 2007 Hendrik Penndorf, dessen Familie bis 2003 das Hamburger Modeunternehmen 'Penndorf' betrieb. Der Flagshipstore des Unternehmens Guy Laroche, und damit die derzeit einzige Boutique, befindet sich in Paris in der 35, rue François 1er, gegenüber dem Stammsitz von Balmain. 2012 wurde eine Lizenz für die Produktion und den Vertrieb von Damen- und Herrenmode für die Zweitlinien Guy Laroche Silver und Guy Laroche Casual sowie Lederwaren an die italienische Ittierre SpA vergeben, die mit der Insolvenz Ittierres Ende 2013 auf Eis gelegt wurden. Die Hauptlinie für Damen wird weiterhin von Paris aus gesteuert und während der Pariser Modewochen auf dem Laufsteg vorgeführt. Die Lizenz für die Herrenmode der Hauptlinie liegt seit 1982 bei dem Hösbacher Unternehmen Kastell GmbH & Co. KG. Für den thailändischen Markt wurden 1984 Lizenzen an Thanulux Plc (Herrenmode) und O.C.C. Plc (Damenmode) vergeben, von denen eigene Guy Laroche Ladengeschäfte betrieben werden. Anfang 2015 ernannte das Haus Guy Laroche den US-Amerikaner Adam Andrascik, einen ehemaligen Gucci-Designer und seit 2010 Eigentümer seiner eigenen Damenmodemarke, zum Nachfolger von Marongiu und damit Kreativdirektor von Guy Laroche. Andrascik wurde im September 2017 durch den Franzosen Richard René, zuvor Designer für Hermès, Jean Paul Gaultier sowie seine eigene Modemarke (2004–2010) und Vilebrequin, ersetzt.